# Exetastes fascipennis
Exetastes fascipennis är en stekelart som beskrevs av Cresson 1865. Exetastes fascipennis ingår i släktet Exetastes och familjen brokparasitsteklar. Inga underarter finns listade i Catalogue of Life.